# Болгарская рабочая социал-демократическая партия
Болгарская рабочая социал-демократическая партия (болг. Българска работническа социалдемократическа партия) — политическая партия в Болгарии (сокращённо БРСДП), существовавшая с 1894 по 1903 год.
Создана в 1894 году путём объединения Болгарской социал-демократической партии Димитра Благоева и Болгарского социал-демократического союза Янко Сакызова. До этого эти две группы существовали независимо друг от друга и исповедовали различные взгляды на развитие социал-демократического движения в Болгарии.
В 1894 году партия приняла участие в выборах в VIII Народное собрание и получила двух представителей в парламенте (Янко Сакызов и Никола Габровски).
После нескольких лет развития личных противоречий и теоретических споров в 1903 году раскололась на социалистические партии тесных социалистов во главе с Благоевым и широких социалистов во главе с Сакызовым.
Партия издавала газеты «Работнически вестник» (революционно-марксистскую), а также «Социалист» и «Народ» (реформистские).